# Javier de Hoz
Jesús Javier de Hoz Bravo, né à Madrid le 29 juillet 1940 et mort le 12 janvier 2019, est un philologue et professeur d'université espagnol. Il enseigne au Département de philologie grecque et de linguistique indo-européenne de la Faculté de philologie de l'Université complutense de Madrid.

## Biographie
Ses principaux intérêts sont la philologie classique, en particulier la littérature grecque archaïque, le théâtre grec, l'épigraphie grecque, les langues paléo-hispaniques, la linguistique comparée, la Méditerranée antique et celtique, et l'histoire de l'écriture.
Il obtient la licence en philologie classique en 1962 à l'Université complutense de Madrid. Il est reçu docteur par la même université en 1966 avec un travail dirigé par Francisco Rodríguez Adrados, travail pour lequel il reçut un prix extraordinaire. Il devient professeur à l'Université de Séville (1967-1969), de l'Université de Salamanque (1969-1989), doyen de la Faculté de philologie de l'Université de Salamanque (1981-1985), directeur du Colegio Trilingüe de Salamanque (1970-1984), et depuis 1989 professeur à l'Université complutense de Madrid (Département de philologie classique et des études indo-européennes).
Il est un fondateur de la Revista Habis à l'Université de Séville (1969). Il a été un conseiller du Central Coordinating Comitee for Study of Celtic  de l'Unesco à Paris (1984-1999). Vortrag in memoriam Rudolf Thurneysen l988, l'Université de Bonn : "The Celts of the Iberian Peninsula".

## Publication et direction de revue scientifique

### Publication
- (es) Javier de Hoz Bravo, Historia lingüística de la Península Ibérica en la antigüedad : I. Preliminares y mundo meridional prerromano, Madrid, CSIC, coll. « Manuales y anejos de Emerita », 2010, 735 p. (ISBN 978-84-00-09260-3)

### Direction de revue scientifique
- (es) Veleia, Universidad del País Vasco, desde 1989.
- (es) Habis, Universidad de Sevilla, desde 1990.
- (es) Cuadernos de Filología Clásica, Universidad Complutense,1990.
- (es) Complutum, Universidad Complutense, desde 1991.
- (es) Tempus, Madrid, desde su fundación.
- (es) Hispania Epigraphica, Universidad Complutense, 1999.
- (es) Paleohispanica, Zaragoza, desde su fundación.